# Stinkfist
«Stinkfist» (укр. Смердючий кулак) — пісня американського рок-гурту Tool, перший сингл з альбому Ænima 1996 року

## Про пісню
Пісня увійшла до другого студійного альбому Tool Ænima та стала першим синглом з нього. Назва пісні «Смердючий кулак» може бути інтерпретована як прямолінійно, відсилаючи до сексуальної практики фістингу, так і більш метафорично — описуючи людину, яка втратила смак до життя і потребує чогось, щоб відчувати біль або задоволення.
На пісню було знято відеокліп, режисером якого, як і у більшості робіт Tool, став гітарист гурту Адам Джонс. Головними героями анімаційного кліпу є два гуманоїди, які живуть серед піску, постійно змінюючи тіло. Більшість відео витримано в синьому та фіолетовому тонах, проте в кульмінаційний момент наприкінці пісні воно стає кольоровим. На телеканалі MTV відео транслювалося під назвою «Track #1» (укр. Пісня №1), бо його оригінальну назву вважали неприпустимою. Це призвело до незадоволення шанувальників гурту, а телеведучі натякали на оригінальну назву, показуючи або нюхаючи кулак в ефірі.

## Місця в хіт-парадах
| Хіт-парад (1996)                    | Найвища позиція |
| ----------------------------------- | --------------- |
| Canada Rock/Alternative (RPM)       | 1               |
| США (Alternative Songs) (Billboard) | 19              |
| США (Mainstream Rock) (Billboard)   | 17              |